# Henry Halford Vaughan
Pour les articles homonymes, voir Vaughan.
Sir Henry Halford Vaughan, ou Harry (27 août 1811 - 19 avril 1885), est un historien britannique, professeur Regius d'histoire à l'Université d'Oxford, de 1848 à 1858.

## Biographie
Il est le fils de Sir John Vaughan (1769-1839). En 1856, il épouse Adeline Maria Jackson (1831-1881), sœur aînée de Julia Stephen (en). Deux ans plus tard, il se retire au château d'Upton (en) dans le Pembrokeshire. Leur fils est le pédagogue William Wyamar Vaughan.

## Œuvres
- Deux conférences générales sur l'histoire moderne : prononcées lors de l'inauguration, octobre 1849, 1849
- Proverbes gallois avec traductions en anglais, 1889
- Raison britannique dans la rime anglaise, 1889